# 磷酸硼
磷酸硼是一种无机化合物，化学式为BPO4，可由磷酸和硼酸反应制备，它是白色难熔固体，在1450℃以上挥发。磷酸硼不能形成玻璃体。

## 制备
磷酸硼由磷酸和硼酸在80 - 1200℃之间反应制备。较低温度时得到白色的非晶体粉末，该粉末在约1000℃加热，得到微晶。反应式为：
H3BO3 + H3PO4 → BPO4 + 3 H2O
有文献指出，在浓硫酸的催化下，该反应可以在常温常压下完成。水热合成法与微波合成法等新方法也可以用于它的合成。
工业上还会使用以下合成路径：
- 磷酸和硼酸三乙酯反应
- 磷酸三乙酯（英语：Triethyl phosphate）和三氯化硼反应
- 磷酸氢二铵和硼砂在1000℃反应
- 硼酸和五氧化二磷反应

## 化学性质
磷酸硼和三氧化二锑在850℃下加热，可以得到SbPO4和其碱式盐的混合物。
磷酸硼在氢气中和钠共热，可以发生爆炸性的反应，产物有Na3PO4、NaBH4、Na3P、NaH、PH3、B2H6等。
磷酸硼可溶于氢氧化钠溶液。

## 结构
磷酸硼晶体中，BO4和PO4单元重复排列。加压下制备得到的磷酸硼为β-方石英的同晶，而高压下的则与α-石英同晶（磷酸铝也与此同晶）。

## 应用
磷酸硼用作阻燃剂、陶瓷材料、石油添加剂、有机合成的试剂和脱水的催化剂，如催化环氧树脂炭化。此外，利用置换反应，也可以用于制备金属磷酸盐。
磷酸硼与镧、铈、铽三种稀土的氧化物反应，可以制备(La,Ce,Tb)(PO4,BO3)硼磷酸盐绿色荧光粉。